# Pagothenia brachysoma
Pagothenia brachysoma is een straalvinnige vissensoort uit de familie van ijskabeljauwen (Nototheniidae). De wetenschappelijke naam van de soort is voor het eerst geldig gepubliceerd in 1912 door Pappenheim.